# Der Tunnel (Sabato)
Der Tunnel ist ein Roman des argentinischen Schriftstellers Ernesto Sabato aus dem Jahr 1948. Er schildert die kurze Liebesgeschichte eines Malers namens Juan Pablo Castel zu María Iribarne, an deren Ende der Maler María tötet.
Deutsche Übersetzungen erschienen 1958 unter dem Titel Der Maler und das Fenster, 1976 unter dem Titel Maria oder die Geschichte eines Verbrechens sowie zuletzt 2010 mit dem Titel Der Tunnel.
Das Buch gilt als herausragender Roman der existenzialistischen Literatur Lateinamerikas. Manche halten ihn zudem für die beste Einführung in das literarische Werk Sabatos.

## Der Roman und Sabatos intellektuelle Entwicklung
Der Tunnel ist der erste von Sabato verfasste Roman, dem noch zwei weitere folgten. Er markiert den Beginn eines neuen Abschnitts in Sabatos intellektueller Entwicklung. Er gilt als „Mann mit drei Leben“: zunächst Physiker, 1937 promoviert, der über radioaktive Strahlung forschte und lehrte, dann folgte in den 40er Jahren die Hinwendung zur Literatur sowie der Bruch mit der Physik, bis schließlich gegen Ende der 70er Jahre Sabatos letzter Text erschien und er sich fortan nur noch der Malerei widmete.

## Publikation
Die Publikation des Romans gestaltete sich schwierig. Die Verlage in Buenos Aires lehnten das Manuskript des als Schriftsteller noch unbekannten Sabato ab. Eine Veröffentlichung gelang in der Zeitschrift Sur. Albert Camus wurde auf den Text aufmerksam, veranlasste dessen Übersetzung ins Französische und die Publikation beim Verlag Gallimard. Durch die Anerkennung, die Sabatos Roman damit im Ausland erhielt, gelang schließlich auch in Argentinien die Veröffentlichung als Buch.

## Hintergründe und Einflüsse
Ende der 30er Jahre erhält Sabato ein Stipendium, um in Paris über radioaktive Strahlung zu forschen. Dort schließt er Kontakt zu Surrealisten wie André Breton und Óscar Domínguez. Er beginnt, ein Doppelleben zu führen: der Tag gehört der wissenschaftlichen Forschung, die Nacht jedoch den Treffen mit den Surrealisten und dem eigenen Schreiben.
Neben dem Surrealismus beeinflussen Sabato auch Psychoanalyse, Existenzialismus und die moderne Literatur. Er liest Autoren wie Joyce, Proust und Kafka und setzt sich mit dem Leben in der modernen Großstadt auseinander, das zwischen existenziellen Ängsten, Krisengefühlen und Sinnsuche hin- und herpendelt.
Es ist aber auch die Zeit des Zweiten Weltkriegs und des Faschismus mit dem Grauen der Konzentrationslager. Die russische Revolution hat inzwischen in den Stalinismus geführt. Mit den Moskauer Prozessen zerbricht für Sabato der Kommunismus als gesellschaftliche Alternative, an dem er sich in seiner Zeit als Student noch orientiert hatte. Die Welt nimmt Sabato als Katastrophe wahr, als zerrissen und krisengeschüttelt, ebenso wie die Menschen, die in ihr leben.

## Romanhandlung
Die Romanhandlung beginnt gewissermaßen vom Ende her (in ultimas res). Der angesehene Maler Juan Pablo Castel sitzt im Gefängnis in Buenos Aires, weil er seine Geliebte María Iribarne getötet und sich anschließend der Polizei gestellt hat. Castel möchte Rechenschaft über seine Tat ablegen und erzählt, wie es zu seiner Beziehung mit María und schließlich ihrer Ermordung kam – jener Frau, von der Castel sagt, sie sei der einzige Mensch gewesen, der ihn habe verstehen können.
Eine Schlüsselrolle nimmt dabei ein bestimmtes Bild des Malers ein. Auf diesem ist eine Szene dargestellt (von Castel Fensterszene genannt), in der durch ein Fenster hindurch ein einsamer Strand zu sehen ist, an dem sich eine Frau befindet, die aufs Meer blickt. Von den Kunstkritikern wird die Fensterszene nicht zur Kenntnis genommen. Anders jedoch María, die eines Tages in einer Ausstellung gebannt davor stehen bleibt. Castel glaubt in María eine verwandte Seele zu erkennen. Sie lernen einander kennen und beginnen eine Liebesbeziehung. Es stellt sich heraus, dass María verheiratet ist mit einem älteren, blinden Mann. Auch entzieht sie sich Castel immer wieder, indem sie aus Buenos Aires verschwindet und auf ein am Meer gelegenes Landgut eines Bekannten fährt. Als Castel eines Tages María auf dem Landgut besucht, führt sie ihn an eine Stelle am Meer. Sie erklärt Castel, dass sie schon oft dort gesessen und dass sie genau dies in der von Castel gemalten Fensterszene wiedererkannt habe.
Castel wiederum gelangt bei dem Versuch, Marías Verhalten zu analysieren, zu der Überzeugung, dass er sich der Liebe Marías nicht sicher sein kann. Er steigert sich in immer stärkere Eifersuchtsphantasien hinein, in denen der Maler seine Geliebte zunehmend heftiger beschimpft, um sie danach um Verzeihung zu bitten und alle Schuld bei sich selbst zu suchen. Schließlich nimmt das Schicksal seinen Lauf. In einem Anfall von Raserei zerstört Castel das Bild mit der Fensterszene mit einem Messer. Anschließend fährt er zum Landgut hinaus, auf dem María sich aufhält, und ersticht sie.

## Im Tunnel der Einsamkeit
Die beschriebene Romanhandlung enthält eine weitere Schicht der Erzählung. Es ist jene Schicht, der der Roman seinen Titel verdankt. Diese handelt von der großen Einsamkeit eines Malers und klugen Menschen, der in kritischer Distanz zur Welt lebt. Denn für ihn ist es eine Welt, in der sogenannte Kunstkritiker sich in einer unerträglichen Sprache von vermeintlicher Anerkennung über Castels Werke äußern, so dass der Maler mit dem Gedanken spielt einen Text zu schreiben mit dem Titel Über die Art und Weise, wie sich der Maler vor den Freunden der Malerei schützen muss. Einer Welt, in der unterschiedliche intellektuelle und politische Strömungen wie Psychoanalyse, Kommunismus, Faschismus und Journalismus einen Jargon pflegen, den sie anderen versuchen aufzudrängen. Und einer Wirklichkeit, die alles andere als einfach, sondern nur kompliziert und verworren ist.
Die von Castel gemalte Fensterszene drückt aus der Sicht des Malers die Einsamkeit auf beklemmende und radikale Weise aus. María erkennt die Einsamkeit der Fensterszene und den darin enthaltenen Wunsch nach einem Gesprächspartner, der die Einsamkeit durchbricht. Aus der Sicht Castels hatten María und er jeder für sich in Gängen und Tunneln gelebt, bis sie schließlich einander am Ende der Gänge begegneten – vermittelt über die von Castel gemalte Fensterszene, die damit zu einem Fenster zwischen den Tunneln ihrer Einsamkeit wurde.
Als seine Beziehung mit María scheitert wird Castel jedoch bewusst, dass die Begegnung am Ende der Tunnel eine Illusion war, außerstande ihre Einsamkeit aufzuheben, und dass durch das vermeintliche Fenster nichts hindurch gelangen kann. Denn es handelt sich in Wahrheit nicht um ein Fenster, sondern um eine Mauer aus Glas. Castel erkennt, dass María nicht wie er ein Tunnelmensch ist, dass sie der weiten Welt angehört, dem normalen Leben, während der einzige Tunnel jener ist, in dem sein ganzes Leben von Kindheit an verlaufen ist. Und er erkennt, dass die Einsamkeit seines Lebens viel tiefer reicht, als ihm bisher klar war.

## Welt als Hölle
Schließlich lässt sich noch eine dritte Schicht der Erzählung ausmachen. Diese betrifft die Menschheit im Allgemeinen in einem sehr düsteren Sinn: den Schrecken der Welt, der in dem besteht, was Menschen in der Lage sind, anderen Menschen anzutun. Als Begriff dieses Schreckens fungiert das Konzentrationslager, das Sabato gleich zu Beginn seines Romans erwähnt. Castel berichtet von einem furchtbaren Geschehnis aus einem Konzentrationslager. Kurz nachdem er davon gelesen hatte, malte er seine Fensterszene, die einen Einschnitt gegenüber seinem früheren Werk bedeutet. Die Fensterszene enthält, wie wiederum María erkennt, eine Botschaft der Hoffnungslosigkeit, die sich als tiefste Wahrheit über eine sinnlos gewordene Welt aussagen lässt.

## Tunnel und Labyrinth – Sabato im Kontext von Kafka und Paz
Sabato selbst war ein Leser Franz Kafkas, und es wird vermutet, dass der Titel des Romans auf einen gleichnamigen Text von Kafka anspielt. Kafkas Parabel Der Tunnel beschreibt die Situation der Menschheit als die von Eisenbahnreisenden, die in einem nahezu endlosen Tunnel verunglückt sind. Im Dunkel des Tunnels verwirren sich Anfang, Ende und schließlich die gesamte Orientierung. Fragen nach dem richtigen Handeln oder nach der Sinnhaftigkeit, etwas Richtiges zu tun, werden belanglos.
Hatte Kafka seinen Text deutlich vor dem Erscheinen von Sabatos Roman geschrieben, so entsteht Das Labyrinth der Einsamkeit von Octavio Paz fast zeitgleich mit Sabatos Tunnel. Die im Buchtitel angesprochene Einsamkeit versteht Paz als „das Gefühl und Bewusstsein, allein, der Welt und sich selbst fremd, ja von sich selbst getrennt zu sein“. Dabei spricht Paz ähnlich wie Sabato die Einsamkeit insbesondere als eine der modernen Gesellschaft an, in deren Labyrinth die Menschen gefangen sind. Es ist dies „die verworrene Einsamkeit der Hotels, Büros, Werkstätten und Kinos“, die letztlich „Spiegel einer Welt ohne Ausweg“ sei.

## Zitate
„Es ist so, dass ich immer gedacht habe, es gäbe kein kollektives Erinnerungsvermögen, was vielleicht eine Art Verteidigung des Menschengeschlechts ist. Der Satz „Früher war alles besser“ weist nicht darauf hin, dass früher weniger Schlechtes geschah, sondern dass – glücklicherweise – die Leute das Schlechte vergessen. Selbstverständlich hat ein solcher Satz keine Allgemeingültigkeit. Ich zum Beispiel zeichne mich dadurch aus, dass ich mich vorzugsweise an alles Schlechte erinnere, und so könnte ich fast sagen, dass „früher alles schlechter war“, wenn es nicht so wäre, dass mir die Gegenwart genauso entsetzlich vorkommt wie die Vergangenheit.“
„Ich frage mich, warum die Wirklichkeit eigentlich einfach sein soll. Meine Erfahrung hat mich gelehrt, dass sie es ganz im Gegenteil fast nie ist, und selbst wenn einem etwas ganz besonders klar vorkommt, sind fast immer kompliziertere Beweggründe hinter einer Handlung verborgen, die einer scheinbar einfachen Ursache gehorcht.“
„Jedes Mal, wenn sich María mir inmitten anderer Leute näherte, dachte ich: „Zwischen diesem wunderbaren Wesen und mir gibt es eine geheime Verbindung.“ Und dann, wenn ich meine Gefühle untersuchte, bemerkte ich, dass María begonnen hatte, mir unentbehrlich zu sein (wie jemand, den man auf einer unbewohnten Insel trifft), um sich später, nachdem die Angst vor der absoluten Einsamkeit vergangen war, in eine Art Luxus zu verwandeln, die mich mit Stolz erfüllte. Und das geschah in dieser zweiten Phase meiner Liebe, in der tausenderlei Schwierigkeiten aufzutauchen begannen.“

## Ausgaben
- Ernest Sabato, El túnel, 1948
- Ernest Sabato, Der Tunnel, aus dem argentinischen Spanisch und neu durchgesehen von Helga Castellanos, Verlag Klaus Wagenbach, Berlin 2010, ISBN 978-3-8031-2639-9